# Muscle élévateur de la glande thyroïde
Le muscle élévateur de la glande thyroïde (ou faisceau hyo-thyroïdien de Sömmerring) est un faisceau inconstant se détachant du muscle thyro-hyoïdien.
Ce n'est parfois qu'une bande fibreuse non musculaire.
Il relie en haut l'os hyoïde à en bas l'isthme thyroïdien, ou son lobe pyramidal.